# Ruda (gmina Kazanów)
Ruda dawniej też Ruda Koziorowa – wieś w Polsce, położona w województwie mazowieckim, w powiecie zwoleńskim, w gminie Kazanów. Ma status sołectwa.
W latach 1975–1998 miejscowość należała administracyjnie do województwa radomskiego.
Wierni Kościoła rzymskokatolickiego należą do parafii Zwiastowania Najświętszej Maryi Panny w Odechowie lub do parafii św. Stanisława w Kowalkowie.